# João Geraldo
João Geraldo (Mirandela, 29 september 1995) is een Portugese professioneel tafeltennisser. Hij speelt linkshandig met de shakehandgreep.

## Belangrijkste resultaten
- Goud met het Portugese team op de Europese kampioenschappen 2014.
- Zilver met het Portugese team op de Europese kampioenschappen 2017.
- Brons in het dubbelspel op de Europese kampioenschappen 2016 met Tiago Apolónia.
- Brons met het Portugese team op de Europese kampioenschappen 2023.